# Jacob Christoph Iselin
Jacob Christoph Iselin, né le 12 juin 1681 à Bâle où il est mort le 13 avril 1737, est un théologien, historien et philologue suisse.

## Biographie
Il est le fils de Johann Lukas Iselin qui est négociant et membre du Grand Conseil à Bâle. Jacob Christoph Iselin fait des études de théologie, de grec et d'hébreu à Bâle et fait un premier voyage en France en 1698. Il apprend le français, l'italien et l'espagnol. Il entre dans le ministère évangélique en 1701. Il est professeur d'histoire et de rhétorique à Marbourg en 1705, puis professeur d'histoire et de théologie à Bâle, où il devient également bibliothécaire de l'université en 1716. Il se rend la même année à Paris, où il fréquente notamment Henri François d'Aguesseau, et il est reçu membre de l'Académie royale des inscriptions et belles-lettres en 1716. 
Auteur de dissertations latines et de plusieurs opuscules de théologie, Jacob Christoph Iselin est notamment l'éditeur d'une refonte de l’Allgemeines historisches Lexicon de Johann Franz Buddeus, paru à Bâle sous le titre Neu-vermehrtes historisch- und geographisches allgemeines Lexicon en quatre volumes en 1726-1727. Ce dictionnaire encyclopédique fut plusieurs fois augmenté et réédité par la suite.

## Œuvres

### En ligne (sélection)
- (la) (avec Johann Heinrich Staehelin) Theses rhetoricae ex veterum scriptis excerptae / quas vacante sede rhetorica ... ad diem 7. Decembris M. DC. XCVI. ... amico competitorum examini submittit Ioh. Henr. Staehelinus… respondentis munere functuro… Iac. Christophoro Iselio, 1696 ; numérisation e-rara
- (la) (avec Peter Ryhiner) Dissertationis academicae qua aeternitas mundi argumentis historicis confutatur… sur Google Livres, 1re partie, 1709
- (de) (avec Jakob Christoph Beck, August Johann Burtorff) Neu-vermehrtes historisch- und geographisches allgemeines Lexicon sur Google Livres, Supplément Ru—Z, Bâle, 1744